# The Kinks (album)
Kinks je debutové album anglické rockové kapely The Kinks. Bylo vydáno v roce 1964.
Ačkoli albový debut The Kinks patří k tomu lepšímu v hudební produkci britské invaze, není tak soudržný jako první desky jejich velkých současníků, Beatles, Rolling Stones či The Who. Kromě hitu "You Really Got Me" je to nevýrazný soubor písní s navíc překvapivě slabou produkcí. Skupina neměla šťastnou ruku ani při výběru předělávek. K tomu povedenějšímu lze zařadit R&B standardy "Got Love If You Want It" a "Cadillac", popřípadě vlastní pomalou záležitost "Stop Your Sobbing". Další vlastní písně – opět s výjimkou zmiňovaného prvního velkého hitu kapely "You Really Got Me" – jsou spíše pokusem o napodobení populárního mersey-soundu. Celkově tak toto album působí dojmem nekoncepční směsky.

## Seznam skladeb
Autorem všech skladeb je Ray Davies, pokud není uvedeno jinak.

### Původní seznam skladebKinks(UK, 1964)

#### Strana 1
1. "Beautiful Delilah" (Chuck Berry) – 2:07
2. "So Mystifying" – 2:53
3. "Just Can't Go to Sleep" – 1:58
4. "Long Tall Shorty" (Herb Abramson, Don Covay) – 2:50
5. "I Took My Baby Home" – 1:48
6. "I'm a Lover Not a Fighter" (J. D. "Jay" Miller) – 2:03
7. "You Really Got Me" – 2:13

#### Strana 2
1. "Cadillac" (Bo Diddley) – 2:44
2. "Bald Headed Woman" (Shel Talmy) – 2:41
3. "Revenge" (Ray Davies, Larry Pag) – 1:29
4. "Too Much Monkey Business" (Berry) – 2:16
5. "I've Been Driving On Bald Mountain" (Talmy) – 2:01
6. "Stop Your Sobbing" – 2:06
7. "Got Love If You Want It" (James Moore) – 3:46

Datum vydání ve Spojeném království: 2. října 1964

#### Bonusové skladby z CD reedice (2001)
1. "You Still Want Me" – 1:59
2. "I Don't Need You Any More" – 2:10

#### Bonusové skladby z CD reedice (2004)
1. "Long Tall Sally" (Robert Blackwell, Enotris Johnson, Richard Penniman) – 2:12
2. "You Still Want Me" – 1:59
3. "You Do Something to Me" – 2:24
4. "It's Alright" – 2:37
5. "All Day and All of the Night" – 2:23
6. "I Gotta Move" – 2:22
7. "Louie, Louie" (Richard Berry) – 2:57
8. "I Gotta Go Now" – 2:53
9. "Things Are Getting Better" – 1:52
10. "I've Got That Feeling" – 2:43
11. "Too Much Monkey Business" [alternativně] (Chuck Berry) – 2:10
12. "I Don't Need You Any More" – 2:10